# Aleko Bregu
Aleko Bregu (Tirana, 2 luglio 1957) è un ex calciatore albanese, di ruolo difensore.

## Carriera

### Nazionale
Ha collezionato 2 presenze con la Nazionale albanese.